# Devakottai
Devakottai är en ort i Indien.   Den ligger i distriktet Sivaganga och delstaten Tamil Nadu, i den södra delen av landet, 2 100 km söder om huvudstaden New Delhi. Devakottai ligger 53 meter över havet och antalet invånare är 41 568.
Terrängen runt Devakottai är platt. Runt Devakottai är det ganska tätbefolkat, med 207 invånare per kvadratkilometer. Närmaste större samhälle är Kāraikkudi, 14,5 km norr om Devakottai. Omgivningarna runt Devakottai är en mosaik av jordbruksmark och naturlig växtlighet.